# Lista de orquestras em Portugal
Esta é uma lista de orquestras em Portugal, lista não exaustiva das orquestras existentes ou que existiram em Portugal, mas tão só das que se encontram registadas na Wikidata. A lista encontra-se ordenada por ordem da data de fundação de cada orquestra, encontrando-se no final da lista as orquestras para as as quais não existe data inserida na Wikidata.
Os dados que se encontram em itálico não dispõem de artigo próprio na Wikipédia em português, existindo apenas a ficha (elemento/item/objecto) respectiva na Wikidata.
No conjunto das orquestras em Portugal destaca-se a importância das bandas filarmónicas, existindo, de acordo com a Confederação Musical Portuguesa, 720 bandas filarmónicas no ativo, muitas sendo centenárias.
Existem bandas militares desde o século XVIII, sendo as fanfarras anteriores, enquanto as
filarmónicas se generalizam no século XIX. Inspiradas nos ideais liberais e da fraternidade, as filarmónicas nasceram para democratizar a instrução e elevar o nível cultural das pessoas, sendo em muitos locais as únicas escolas de música.
As filarmónicas foram criadas por professores primários, músicos, padres, bombeiros e muitos outros, sendo uma forma de entretenimento, mas também um complemento do rendimento dos músicos, recrutados entre a classe trabalhadora, tendo, em Portugal, as filarmónicas aparecido sobretudo nos meios rurais, ao contrário, por exemplo, do Reino Unido, onde surgiram ligadas ao movimento operário.
Hoje, as bandas filarmónicas têm como executantes estudantes e licenciadas/os, não só homens como também mulheres, tendo os instrumentistas as profissões mais diversas, como médicas/os, arquitetas/os, engenheiras/os, etc..
| Designação                                                                                                  | Data de fundação | Localizada em                                                           | Página oficial | Página no Facebook | Descrito em | Imagem |
| --- | ---------------- | ----------------------------------------------------------------------- | -------------- | ------------------ | ----------- | ------ |
| Banda de Música de Santiago de Riba-Ul                                                                      | 1722             | Santiago de Riba-Ul                                                     |                |                    |             |        |
| Banda de Música de Aboím da Nóbrega                                                                         | 1735             | Aboim da Nóbrega e Gondomar                                             |                |                    |             |        |
| Banda Musical de Figueiredo                                                                                 | 1741             | Arouca e Burgo                                                          |                |                    |             |        |
| Banda Musical do Pontido                                                                                    | 1765             | Telões                                                                  |                |                    |             |        |
| Sociedade Artística Musical Fafense                                                                         | 1770             | Cepães e Fareja                                                         |                |                    |             |        |
| Sociedade Filarmónica de Mões                                                                               | 1771             | Mões                                                                    |                |                    |             |        |
| Banda Musical de Oliveira                                                                                   | 1782             | Oliveira                                                                |                |                    |             |        |
| Banda Musical de Monção                                                                                     | 1792             | Monção                                                                  |                |                    |             |        |
| Banda Filarmónica de S. Mamede de Ribatua                                                                   | 1799             | São Mamede de Ribatua                                                   |                |                    |             |        |
| Banda Musical de Parafita                                                                                   | 1800             | Parafita                                                                |                |                    |             |        |
| Banda de Música de Arrifana                                                                                 | 1803             | Arrifana                                                                |                |                    |             |        |
| Banda de Música da Lixa                                                                                     | 1807             | Lixa                                                                    |                |                    |             |        |
| Associação Filarmónica União Verridense                                                                     | 1808             | Verride                                                                 |                |                    |             |        |
| Banda Recreativa Portomosense                                                                               | 1808             | Porto de Mós - São João Baptista e São Pedro                            |                |                    |             |        |
| Filarmónica União Santa Cruz                                                                                | 1809             | Fundão, Valverde, Donas, Aldeia de Joanes e Aldeia Nova do Cabo         |                |                    |             |        |
| Banda de Música de Mateus                                                                                   | 1810             | Mateus                                                                  |                |                    |             |        |
| Banda Marcial de Bairros                                                                                    | 1810             | Bairros                                                                 |                |                    |             |        |
| Associação Cultural Desportiva Paulense                                                                     | 1815             | Paul                                                                    |                |                    |             |        |
| Associação Cultural Banda de Música de Riba de Ave                                                          | 1816             | Riba de Ave                                                             |                |                    |             |        |
| Banda de Música da Associação Humanitária de Bombeiros Voluntários de Torres Vedras                         | 1818             | Santa Maria, São Pedro e Matacães                                       |                |                    |             |        |
| Banda Cabeceirense                                                                                          | 1820             | Cabeceiras de Basto                                                     |                |                    |             |        |
| Associação Filarmónica e Banda Juvenil de Magueija (AFBJM)                                                  | 1820             | Magueija                                                                |                |                    |             |        |
| Filarmónica de Santa Comba Dão                                                                              | 1820             | Santa Comba Dão                                                         |                |                    |             |        |
| Associação Musical de Freamunde                                                                             | 1822             | Freamunde                                                               |                |                    |             |        |
| Banda Musical de Arouca                                                                                     | 1825             | Arouca                                                                  |                |                    |             |        |
| Sociedade Filarmónica Louriçalense                                                                          | 1825             | Louriçal                                                                |                |                    |             |        |
| Banda Velha União Sanjoanense                                                                               | 1826             | São João de Loure                                                       |                |                    |             |        |
| Banda Musical de Loivos                                                                                     | 1826             | Loivos                                                                  |                |                    |             |        |
| Sociedade Filarmónica de Tinalhas                                                                           | 1828             | Tinalhas                                                                |                |                    |             |        |
| Filarmónica União Sertaginense                                                                              | 1830             | Sertã                                                                   |                |                    |             |        |
| Sociedade Filarmónica Amizade Visconde de Alcácer                                                           | 1830             | Alcácer do Sal (Santa Maria do Castelo e Santiago) e Santa Susana       |                |                    |             |        |
| Sociedade Filarmónica de Vilarchão                                                                          | 1830             |                                                                         |                |                    |             |        |
| Banda Musical da Casa do Povo de Vilarandelo                                                                | 1830             | Vilarandelo                                                             |                |                    |             |        |
| Associação Filarmónica de Tarouca                                                                           | 1830             | Tarouca                                                                 |                |                    |             |        |
| Sociedade Filarmónica de Salzedas                                                                           | 1830             | Salzedas                                                                |                |                    |             |        |
| Banda Musical Leverense                                                                                     | 1832             | Lever                                                                   |                |                    |             |        |
| Associação Cultural e Recreativa da Cidade de Espinho                                                       | 1834             | Espinho                                                                 |                |                    |             |        |
| Banda Amizade                                                                                               | 1834             | Aveiro                                                                  |                |                    |             |        |
| Banda Musical de Caldas das Taipas                                                                          | 1834             | Caldelas                                                                |                |                    |             |        |
| Banda de Música Bombeiros Voluntários Castro Daire                                                          | 1834             | Castro Daire                                                            |                |                    |             |        |
| Associação de Cultura Musical Cetense                                                                       | 1835             | Cete                                                                    |                |                    |             |        |
| Filarmónica Gafanhense                                                                                      | 1836             | Gafanha da Nazaré                                                       |                |                    |             |        |
| Banda Musical de São Martinho da Gandra                                                                     | 1836             | Gandra                                                                  |                |                    |             |        |
| Banda Musical Velha de Barroselas                                                                           | 1837             | Barroselas                                                              |                |                    |             |        |
| Banda Marcial de Gueifães da Maia                                                                           | 1837             | Maia                                                                    |                |                    |             |        |
| Banda Sinfónica da Guarda Nacional Republicana                                                              | 1838             |                                                                         |                |                    |             |        |
| Banda Musical da Casa do Povo de Tangil                                                                     | 1838             | Tangil                                                                  |                |                    |             |        |
| Banda Musical de Carvalheira                                                                                | 1839             | Carvalheira                                                             |                |                    |             |        |
| Sociedade Filarmónica 1º de Dezembro da Encarnação                                                          | 1840             | Encarnação                                                              |                |                    |             |        |
| Sociedade Cubense 1º de Dezembro                                                                            | 1840             | Cuba                                                                    |                |                    |             |        |
| Sociedade Filarmónica Luzitana                                                                              | 1840             | Estremoz (Santa Maria e Santo André)                                    |                |                    |             |        |
| Banda de Música da Portela                                                                                  | 1840             | Folhadela                                                               |                |                    |             |        |
| Associação da Banda de Música da Casa Povo São Cipriano                                                     | 1840             | São Cipriano                                                            |                |                    |             |        |
| Filarmónica Sangianense                                                                                     | 1842             | São Gião                                                                |                |                    |             |        |
| Sociedade Filarmónica Figueirense                                                                           | 1842             | Figueira da Foz                                                         |                |                    |             |        |
| Sociedade Filarmónica Ferreirense                                                                           | 1842             | Ferreira do Zêzere                                                      |                |                    |             |        |
| ACMA - Associação Cultural Musical de Avintes                                                               | 1842             | Avintes                                                                 |                |                    |             |        |
| Banda Musical de Cabreiros                                                                                  | 1843             | Cabreiros e Passos (São Julião)                                         |                |                    |             |        |
| Filarmónica do Crato                                                                                        | 1844             | Crato                                                                   |                |                    |             |        |
| Sociedade Musical Nisense                                                                                   | 1844             | Nisa                                                                    |                |                    |             |        |
| Banda Marcial de Ancede                                                                                     | 1845             | Ancede                                                                  |                |                    |             |        |
| Sociedade Musical Estrela da Beira                                                                          | 1846             | Santa Marinha e São Martinho                                            |                |                    |             |        |
| Banda Triunfo                                                                                               | 1846             | Ribeira Grande (Matriz)                                                 |                |                    |             |        |
| Banda Aliança de Pinho - Vila Maior                                                                         | 1846             | Vila Maior                                                              |                |                    |             |        |
| Associação Banda de Música de Moreira da Maia                                                               | 1847             | Moreira                                                                 |                |                    |             |        |
| Sociedade Filarmónica Incrível Almadense                                                                    | 1848             | Almada, Cova da Piedade, Pragal e Cacilhas                              |                |                    |             |        |
| Sociedade Filarmónica Democrática Timbre Seixalense                                                         | 1848             | Seixal, Arrentela e Aldeia de Paio Pires                                |                |                    |             |        |
| Sociedade da Banda Musical de Souto                                                                         | 1849             | Souto                                                                   |                |                    |             |        |
| Associação Filarmónica Cultural Ericeira                                                                    | 1849             | Ericeira                                                                |                |                    |             |        |
| Sociedade Musical Banda Lanhelense                                                                          | 1850             | Lanhelas                                                                |                |                    |             |        |
| Sociedade Musical Instrução e Recreio Figueiroense - Filarmónica Figueiroense                               | 1850             | Figueiró dos Vinhos e Bairradas                                         |                |                    |             |        |
| Banda Musical de Calvos                                                                                     | 1850             | Calvos e Frades                                                         |                |                    |             |        |
| Banda Municipal do Funchal                                                                                  | 1850             | Funchal                                                                 |                |                    |             |        |
| Sociedade Filarmónica Cartaxense                                                                            | 1850             | Cartaxo                                                                 |                |                    |             |        |
| Associação da Banda de Música de Nogueira                                                                   | 1850             | Nogueira                                                                |                |                    |             |        |
| Sociedade Filarmónica Palmelense "Loureiros"                                                                | 1852             | Palmela                                                                 |                |                    |             |        |
| Banda Filarmónica de Amares                                                                                 | 1853             | Amares e Figueiredo                                                     |                |                    |             |        |
| Banda Marcial de Nespereira                                                                                 | 1853             | Nespereira                                                              |                |                    |             |        |
| Banda Musical Progressiva de Vila Cova à Coelheira                                                          | 1853             | Vila Cova à Coelheira                                                   |                |                    |             |        |
| Banda Musical de Amarante                                                                                   | 1854             | Amarante                                                                |                |                    |             |        |
| Sociedade Boa União Alhadense                                                                               | 1854             | Alhadas                                                                 |                |                    |             |        |
| Sociedade Filarmónica Fafense                                                                               | 1854             | Fafe                                                                    |                |                    |             |        |
| Sociedade Filarmónica União Popular da Ribeira Seca                                                         | 1854             | Ribeira Seca                                                            |                |                    |             |        |
| Sociedade Filarmónica 1º de Dezembro                                                                        | 1854             | Montijo e Afonsoeiro                                                    |                |                    |             |        |
| Associação de Cultura Musical de Lousada                                                                    | 1855             | Silvares, Pias, Nogueira e Alvarenga                                    |                |                    |             |        |
| Associação Filarmónica Fidelidade de Aldeia das Dez                                                         | 1856             | Aldeia das Dez                                                          |                |                    |             |        |
| Sociedade Filarmónica União e Progresso de Abrigada                                                         | 1856             | Abrigada                                                                |                |                    |             |        |
| Sociedade Filarmónica Perpétua Azeitonense                                                                  | 1856             | Azeitão (São Lourenço e São Simão)                                      |                |                    |             |        |
| Banda Música de Seia                                                                                        | 1857             | Seia, São Romão e Lapa dos Dinheiros                                    |                |                    |             |        |
| Sociedade Filarmónica Paionense                                                                             | 1858             | Paião                                                                   |                |                    |             |        |
| Sociedade Filarmónica Penelense                                                                             | 1858             | Penela                                                                  |                |                    |             |        |
| Sociedade Filarmónica Artista Faialense                                                                     | 1858             | Horta                                                                   |                |                    |             |        |
| Sociedade Musical e Recreio Popular de Paderne                                                              | 1859             | Paderne                                                                 |                |                    |             |        |
| Sociedade Filarmónica Carvalhense                                                                           | 1859             | Carvalhal                                                               |                |                    |             |        |
| Banda Musical de Paços de Ferreira                                                                          | 1859             | Paços de Ferreira                                                       |                |                    |             |        |
| Filarmónica Vaguense                                                                                        | 1860             | Vagos                                                                   |                |                    |             |        |
| Centro Popular dos Trabalhadores da Ribaldeira                                                              | 1860             | Dois Portos e Runa                                                      |                |                    |             |        |
| Associação Recreativa e Musical de Vilela                                                                   | 1860             | Vilela                                                                  |                |                    |             |        |
| Sociedade Filarmónica Montemorense "Carlista"                                                               | 1861             | Montemor-o-Novo                                                         |                |                    |             |        |
| Filarmónica Eco Edificante                                                                                  | 1861             | Nordeste                                                                |                |                    |             |        |
| Associação Recreativa-Cultural e Musical do Concelho de Sabrosa                                             | 1861             | Sabrosa                                                                 |                |                    |             |        |
| Associação Cultural e Recreativa de Vila Flor                                                               | 1862             | Vila Flor                                                               |                |                    |             |        |
| Sociedade Euterpe Alhandrense                                                                               | 1862             | Alhandra                                                                |                |                    |             |        |
| Filarmónica União Sardoalense                                                                               | 1862             | Sardoal                                                                 |                |                    |             |        |
| Sociedade Filarmónica União Maçaense                                                                        | 1862             | Mação                                                                   |                |                    |             |        |
| Sociedade Musical Odivelense                                                                                | 1863             | Odivelas                                                                |                |                    |             |        |
| Banda de Música de São João da Madeira                                                                      | 1863             | São João da Madeira                                                     |                |                    |             |        |
| Sociedade Filarmónica União Pedroguense                                                                     | 1863             | Pedrógão Grande                                                         |                |                    |             |        |
| Banda de Música da Associação Humanitária dos Bombeiros Voluntários do Zambujal                             | 1863             | Loures                                                                  |                |                    |             |        |
| Banda Recreativa de Bucelas                                                                                 | 1863             | Bucelas                                                                 |                |                    |             |        |
| Sociedade Filarmónica Fraternidade Rural                                                                    | 1863             | Água de Pau                                                             |                |                    |             |        |
| Sociedade Recreativa Filarmónica Fundação Brasileira                                                        | 1863             | Mosteiros                                                               |                |                    |             |        |
| Sociedade Filarmónica Lobelhense                                                                            | 1863             | Lobelhe do Mato                                                         |                |                    |             |        |
| Banda Musical de Gondomar                                                                                   | 1863             | Gondomar                                                                |                |                    |             |        |
| Banda Filarmónica de Mogadouro                                                                              | 1864             | Mogadouro                                                               |                |                    |             |        |
| Sociedade Filarmónica Liberdade Lajense                                                                     | 1864             | Lajes do Pico                                                           |                |                    |             |        |
| Sociedade Musical Harmónica Furnense                                                                        | 1864             | Furnas                                                                  |                |                    |             |        |
| Centro Recreativo e Musical de Outeiro Grande                                                               | 1864             | Outeiro Grande                                                          |                |                    |             |        |
| Sociedade Filarmónica Humanitária                                                                           | 1864             | Palmela                                                                 |                |                    |             |        |
| Sociedade Recreativa e Musical Bingre Canelense                                                             | 1865             | Canelas                                                                 |                |                    |             |        |
| Banda Boa União – Música Velha                                                                              | 1865             | Manteigas (Santa Maria)                                                 |                |                    |             |        |
| Banda Musical de Freixo de Numão                                                                            | 1865             | Freixo de Numão                                                         |                |                    |             |        |
| Sociedade Musical Euterpe                                                                                   | 1866             | Portalegre                                                              |                |                    |             |        |
| Banda União Musical Pessegueirense                                                                          | 1866             | Pessegueiro do Vouga                                                    |                |                    |             |        |
| Sociedade de Recreio Filarmónica Avoense                                                                    | 1866             | Avô                                                                     |                |                    |             |        |
| SFFC - Sociedade Filarmónica Fraternidade de Carnaxide                                                      | 1866             | Carnaxide                                                               |                |                    |             |        |
| Filarmónica Nossa Senhora das Neves                                                                         | 1866             | Relva                                                                   |                |                    |             |        |
| Associação de Instrução e Recreio Angejense                                                                 | 1867             | Angeja                                                                  |                |                    |             |        |
| Banda Lealdade                                                                                              | 1867             | Vila Franca do Campo (São Miguel)                                       |                |                    |             |        |
| Sociedade Filarmónica Lira do Norte                                                                         | 1867             | Rabo de Peixe                                                           |                |                    |             |        |
| Sociedade Musical Alegretense                                                                               | 1867             | Alegrete                                                                |                |                    |             |        |
| Conservatório Artes e Comunicação - Filarmónica União de Oliveira do Bairro                                 | 1867             | Oliveira do Bairro                                                      |                |                    |             |        |
| Associação Filarmónica Artística Pombalense                                                                 | 1867             | Pombal                                                                  |                |                    |             |        |
| Sociedade Musical Capricho Setubalense                                                                      | 1867             | Setúbal (São Julião, Nossa Senhora da Anunciada e Santa Maria da Graça) |                |                    |             |        |
| Banda Marcial de Fermentelos                                                                                | 1868             | Fermentelos                                                             |                |                    |             |        |
| Associação Filarmónica Progresso Pátria Nova de Coja                                                        | 1868             | Coja                                                                    |                |                    |             |        |
| Sociedade Filarmónica de Covões                                                                             | 1868             | Covões                                                                  |                |                    |             |        |
| Filarmónica União Taveirense                                                                                | 1869             | Taveiro                                                                 |                |                    |             |        |
| Sociedade Filarmónica Quiaiense                                                                             | 1869             | Quiaios                                                                 |                |                    |             |        |
| Sociedade Filarmónica Clube União                                                                           | 1869             | Topo (Nossa Senhora do Rosário)                                         |                |                    |             |        |
| Filarmónica Ressureição de Mira                                                                             | 1870             | Mira                                                                    |                |                    |             |        |
| Sociedade Filarmónica União Calipolense                                                                     | 1870             | Vila Viçosa                                                             |                |                    |             |        |
| Sociedade Filarmónica Veirense                                                                              | 1870             | Veiros                                                                  |                |                    |             |        |
| Sociedade Filarmónica Bendadense                                                                            | 1870             | Bendada                                                                 |                |                    |             |        |
| Sociedade Filarmónica Estrela do Norte                                                                      | 1870             | Fenais da Ajuda                                                         |                |                    |             |        |
| Sociedade Filarmónica União Matense                                                                         | 1870             | Chancelaria                                                             |                |                    |             |        |
| Banda Marcial de Murça                                                                                      | 1870             | Murça                                                                   |                |                    |             |        |
| Sociedade Filarmónica União Seixalense                                                                      | 1871             | Seixal                                                                  |                |                    |             |        |
| Sociedade Filarmónica Artística Estremocense                                                                | 1871             | Estremoz (Santa Maria e Santo André)                                    |                |                    |             |        |
| Banda dos Bombeiros Voluntários de Esposende, São Paio de Antas                                             | 1871             | Antas                                                                   |                |                    |             |        |
| Sociedade Filarmónica Benaventense                                                                          | 1871             | Benavente                                                               |                |                    |             |        |
| Banda Filarmónica 1º de Janeiro Carragozela                                                                 | 1872             | Carragozela e Várzea de Meruge                                          |                |                    |             |        |
| Filarmónica de Monte Redondo "Senhora da Piedade"                                                           | 1872             | Monte Redondo                                                           |                |                    |             |        |
| Banda Distrital do Funchal "Os Guerrilhas"                                                                  | 1872             | Funchal                                                                 |                |                    |             |        |
| Banda Municipal de Câmara de Lobos                                                                          | 1872             | Câmara de Lobos                                                         |                |                    |             |        |
| Sociedade Filarmónica União Arrentelense                                                                    | 1872             | Arrentela                                                               |                |                    |             |        |
| Associação Humanitária e Cultural de Abrunhosa-a-Velha                                                      | 1872             | Abrunhosa-a-Velha                                                       |                |                    |             |        |
| Sociedade Filarmónica de Cabanas de Viriato                                                                 | 1872             | Cabanas de Viriato                                                      |                |                    |             |        |
| Associação Cultural, Artística Desportiva de Vila Boa de Quires                                             | 1872             | Vila Boa de Quires                                                      |                |                    |             |        |
| Filarmónica Recreativa de Aveiras de Cima                                                                   | 1873             | Aveiras de Cima                                                         |                |                    |             |        |
| Banda Filarmónica de Fornos de Algodres                                                                     | 1873             | Fornos de Algodres                                                      |                |                    |             |        |
| Sociedade Artística Musical dos Pousos – SAMP                                                               | 1873             | Pousos                                                                  |                |                    |             |        |
| Sociedade Filarmónica Recreio Serretense                                                                    | 1873             | Serreta                                                                 |                |                    |             |        |
| Banda Operária Torrejana                                                                                    | 1873             | Torres Novas (Santa Maria, Salvador e Santiago)                         |                |                    |             |        |
| Banda Clube Pardilhoense                                                                                    | 1874             | Pardilhó                                                                |                |                    |             |        |
| Filarmónica Fraternidade Poiarense                                                                          | 1874             | Vila Nova de Poiares                                                    |                |                    |             |        |
| Banda Municipal Paulense                                                                                    | 1874             | Paul do Mar                                                             |                |                    |             |        |
| Sociedade Filarmónica Recreio Alverquense                                                                   | 1874             | Alverca do Ribatejo                                                     |                |                    |             |        |
| Sociedade Banda Republicana Marcial Nabantina                                                               | 1874             | Tomar (São João Baptista) e Santa Maria dos Olivais                     |                |                    |             |        |
| Sociedade Filarmónica União Pedroguense                                                                     | 1874             | Pedrógão                                                                |                |                    |             |        |
| Sociedade Filarmónica Fraternidade de São João de Areias                                                    | 1875             | São João de Areias                                                      |                |                    |             |        |
| Sociedade Filarmónica Maceirense                                                                            | 1875             | Maceira                                                                 |                |                    |             |        |
| Sociedade Musical de Moçâmedes                                                                              | 1875             | São Miguel do Mato                                                      |                |                    |             |        |
| Filarmónica Gratidão Riotortense                                                                            | 1875             | Rio Torto e Lagarinhos                                                  |                |                    |             |        |
| Sociedade de Instrução Recreativa Musical Argense                                                           | 1875             | Olaia e Paço                                                            |                |                    |             |        |
| Sociedade Filarmónica Artistas de Minerva                                                                   | 1876             | Loulé (São Sebastião)                                                   |                |                    |             |        |
| Sociedade Artística e Musical de Cinfães                                                                    | 1876             | Cinfães                                                                 |                |                    |             |        |
| Associação BMR - Banda Musical Rerizense                                                                    | 1876             | Reriz                                                                   |                |                    |             |        |
| Associação Recreativa Filarmónica Popular Manteiguense – Música Nova                                        | 1877             | Manteigas (São Pedro)                                                   |                |                    |             |        |
| Sociedade Filarmónica Recreativa Pataiense                                                                  | 1877             | Pataias e Martingança                                                   |                |                    |             |        |
| Banda Municipal da Ribeira Brava                                                                            | 1877             | Ribeira Brava                                                           |                |                    |             |        |
| Sociedade Recreativa Filarmónica Santíssimo Salvador do Mundo                                               | 1877             | Ribeirinha                                                              |                |                    |             |        |
| Sociedade Filarmónica Instrução e Recreio dos Artistas                                                      | 1877             | Angra do Heroísmo                                                       |                |                    |             |        |
| Sociedade Filarmónica Instrução e Recreio de Santa Bárbara                                                  | 1877             | Santa Bárbara                                                           |                |                    |             |        |
| Sociedade Filarmónica Gualdim Pais                                                                          | 1877             | Tomar (São João Baptista) e Santa Maria dos Olivais                     |                |                    |             |        |
| Associação da Banda Musical de Gouviães                                                                     | 1877             | Gouviães                                                                |                |                    |             |        |
| Sociedade Filarmónica, Recreativa e Beneficente Vilanovense                                                 | 1878             | Vila Nova de Anços                                                      |                |                    |             |        |
| Sociedade Artística e Musical Cortesense                                                                    | 1878             | Cortes                                                                  |                |                    |             |        |
| Sociedade Recreativa Filarmónica Estrela do Oriente                                                         | 1878             | Algarvia                                                                |                |                    |             |        |
| Sociedade Recreativa e Musical Vilanovense                                                                  | 1878             | Vila Nova de Anços                                                      |                |                    |             |        |
| Sociedade Filarmónica Progresso Matos Galamba                                                               | 1879             | Alcácer do Sal (Santa Maria do Castelo e Santiago) e Santa Susana       |                |                    |             |        |
| Banda Filarmónica Caseguense                                                                                | 1879             | Casegas e Ourondo                                                       |                |                    |             |        |
| Phylarmonica Ançanense - Associação Musical                                                                 | 1879             | Ançã                                                                    |                |                    |             |        |
| Sociedade Recreativa e Musical de Moimenta da Serra                                                         | 1879             | Moimenta da Serra e Vinhó                                               |                |                    |             |        |
| Banda União dos Amigos                                                                                      | 1879             | Capelas                                                                 |                |                    |             |        |
| Sociedade Altarense do Sagrado Coração de Jesus                                                             | 1879             | Altares                                                                 |                |                    |             |        |
| Sociedade Filarmónica 10 de Agosto                                                                          | 1880             | Figueira da Foz                                                         |                |                    |             |        |
| Filarmónica Amizade de Arcozelo da Serra                                                                    | 1880             | Arcozelo                                                                |                |                    |             |        |
| Filarmónica de Santiago de Marrazes                                                                         | 1880             | Marrazes e Barosa                                                       |                |                    |             |        |
| Banda de Música da Associação dos Bombeiros Voluntários "Progresso Barcarenense"                            | 1880             | Barcarena                                                               |                |                    |             |        |
| Sociedade Instrução Musical Escolar Cruz Quebradense                                                        | 1880             | Cruz Quebrada - Dafundo                                                 |                |                    |             |        |
| Sociedade Musical e Desportiva de Caneças                                                                   | 1880             | Caneças                                                                 |                |                    |             |        |
| Sociedade Filarmónica Providência                                                                           | 1880             | Azeitão (São Lourenço e São Simão)                                      |                |                    |             |        |
| Banda de Música da Casa do Povo de Moreira do Lima                                                          | 1880             | Moreira do Lima                                                         |                |                    |             |        |
| Sociedade Musical de Arcos de Valdevez                                                                      | 1880             | Arcos de Valdevez                                                       |                |                    |             |        |
| Sociedade Musical Vouzelense                                                                                | 1880             | Vouzela                                                                 |                |                    |             |        |
| Sociedade Musical Harmonia Pinheirense                                                                      | 1881             | Pinheiro da Bemposta                                                    |                |                    |             |        |
| Filarmónica Intrução e Recreio de Abrunheira                                                                | 1881             | Abrunheira                                                              |                |                    |             |        |
| Banda da Escola de Música de Montargil                                                                      | 1881             | Montargil                                                               |                |                    |             |        |
| Banda União Artística de Castelo de Vide                                                                    | 1881             | Castelo de Vide                                                         |                |                    |             |        |
| Sociedade Filarmónica Nova Artista Flamenguense                                                             | 1881             | Flamengos                                                               |                |                    |             |        |
| Sociedade Filarmónica Unânime Praiense                                                                      | 1881             | Praia do Almoxarife                                                     |                |                    |             |        |
| Sociedade Musical 5 de outubro                                                                              | 1881             | Aldeia de Paio Pires                                                    |                |                    |             |        |
| Banda Marcial de Cambres                                                                                    | 1881             | Cambres                                                                 |                |                    |             |        |
| Banda Musical de São Cipriano "A Nova"                                                                      | 1881             | São Cipriano                                                            |                |                    |             |        |
| Sociedade Filarmónica Ermegeirense                                                                          | 1882             | Maxial e Monte Redondo                                                  |                |                    |             |        |
| Sociedade Filarmónica Vizelense                                                                             | 1882             | Caldas de Vizela (São Miguel e São João)                                |                |                    |             |        |
| Banda Municipal da Ponta do Sol                                                                             | 1882             | Ponta do Sol                                                            |                |                    |             |        |
| Associação Sociedade Filarmónica 1º Dezembro 1882 de Pragança                                               | 1882             | Pragança                                                                |                |                    |             |        |
| Banda de Música de Vila do Conde                                                                            | 1882             | Vila do Conde                                                           |                |                    |             |        |
| Filarmónica Severense                                                                                       | 1883             | Sever do Vouga                                                          |                |                    |             |        |
| Sociedade Filarmónica Moncorvense                                                                           | 1883             | Torre de Moncorvo                                                       |                |                    |             |        |
| Banda Harmonia Mosteirense                                                                                  | 1883             | Mosteiros                                                               |                |                    |             |        |
| Filarmónica Verdi Cambrense                                                                                 | 1883             | Cambra                                                                  |                |                    |             |        |
| Banda de Música de Belmonte                                                                                 | 1884             | Belmonte e Colmeal da Torre                                             |                |                    |             |        |
| Sociedade Filarmónica Maiorguense                                                                           | 1884             | Maiorga                                                                 |                |                    |             |        |
| Sociedade União Musical das Fontinhas                                                                       | 1884             | Fontinhas                                                               |                |                    |             |        |
| Sociedade Velha Filarmónica Riachense                                                                       | 1884             | Riachos                                                                 |                |                    |             |        |
| Banda Filarmónica de Ribafeita                                                                              | 1884             | Ribafeita                                                               |                |                    |             |        |
| Associação Recreativa e Cultural de Sambade                                                                 | 1885             | Sambade                                                                 |                |                    |             |        |
| Sociedade União Alcaçovense                                                                                 | 1885             | Alcáçovas                                                               |                |                    |             |        |
| Sociedade Musical e Recreativa Obidense                                                                     | 1885             | Óbidos                                                                  |                |                    |             |        |
| Sociedade Filarmónica Harmonia de São Pedro do Sul                                                          | 1885             | São Pedro do Sul                                                        |                |                    |             |        |
| Sociedade Filarmónica União e Capricho Olivalense                                                           | 1886             | Olivais                                                                 |                |                    |             |        |
| Sociedade Filarmónica Harmonia Reguenguense                                                                 | 1886             | Reguengos de Monsaraz                                                   |                |                    |             |        |
| Banda da Associação Humanitária dos Bombeiros Voluntários de Alcoentre                                      | 1886             | Alcoentre                                                               |                |                    |             |        |
| Sociedade Filarmónica Recreativa e Musical União Sebastianense                                              | 1886             | Vila de São Sebastião                                                   |                |                    |             |        |
| Sociedade Artística e Musical Carvalhense                                                                   | 1887             | Lavos                                                                   |                |                    |             |        |
| Banda Municipal de Santa Cruz                                                                               | 1887             | Santa Cruz                                                              |                |                    |             |        |
| Sociedade Filarmónica Estrela D'Alva                                                                        | 1887             | Santa Cruz                                                              |                |                    |             |        |
| Filarmónica Idanhense                                                                                       | 1888             | Idanha-a-Nova e Alcafozes                                               |                |                    |             |        |
| Associação Social, Cultural, Recreativa e Desportiva de Pínzio                                              | 1888             | Pínzio                                                                  |                |                    |             |        |
| Sociedade Filarmónica Progresso do Norte                                                                    | 1888             | Rabo de Peixe                                                           |                |                    |             |        |
| Sociedade Filarmónica Lira Fraternidade Calhetense                                                          | 1888             | Calheta de Nesquim                                                      |                |                    |             |        |
| Sociedade Filarmónica União Samorense                                                                       | 1888             | Samora Correia                                                          |                |                    |             |        |
| Banda de Música de Carregosa                                                                                | 1889             | Carregosa                                                               |                |                    |             |        |
| Banda Filarmónica Simão da Veiga da Casa do Povo de Lavre                                                   | 1889             | Lavre                                                                   |                |                    |             |        |
| Sociedade Filarmónica União Praiense                                                                        | 1889             | Praia da Vitória                                                        |                |                    |             |        |
| Sociedade Filarmónica Recreio dos Lavradores                                                                | 1889             | Santo Antão                                                             |                |                    |             |        |
| Sociedade Filarmónica União Artística Piedense                                                              | 1889             | Cova da Piedade                                                         |                |                    |             |        |
| Orxestra Pitagórica                                                                                         | 1890s            | Coimbra (Sé Nova, Santa Cruz, Almedina e São Bartolomeu)                |                |                    |             |        |
| Banda Filarmónica de Caria                                                                                  | 1890             | Caria                                                                   |                |                    |             |        |
| Filarmónica Perovisense                                                                                     | 1890             | Pêro Viseu                                                              |                |                    |             |        |
| Sociedade Filarmónica Boa União Montelavarense                                                              | 1890             | Montelavar                                                              |                |                    |             |        |
| Associação Recreativa da Banda Marcial Ribeiradiense                                                        | 1890             | Ribeiradio                                                              |                |                    |             |        |
| Sociedade Filarmónica Aurora Pedroguense                                                                    | 1891             | Pedrógão Pequeno                                                        |                |                    |             |        |
| Ateneu Artístico Vilafranquense                                                                             | 1891             | Vila Franca de Xira                                                     |                |                    |             |        |
| Banda da Associação Humanitária de Bombeiros Voluntários de Fanhões                                         | 1891             | Fanhões                                                                 |                |                    |             |        |
| Banda dos Bombeiros Voluntários de Colares                                                                  | 1891             | Colares                                                                 |                |                    |             |        |
| Sociedade Musical Simpatia e Gratidão                                                                       | 1891             | Carnaxide                                                               |                |                    |             |        |
| Associação Filarmónica 25 de Setembro                                                                       | 1892             | Montemor-o-Velho e Gatões                                               |                |                    |             |        |
| Sociedade Filarmónica Catarinense                                                                           | 1892             | Santa Catarina                                                          |                |                    |             |        |
| Sociedade Recreativa e Musical de Almoçageme                                                                | 1892             | Almoçageme                                                              |                |                    |             |        |
| Sociedade Musical 2 de Fevereiro                                                                            | 1892             | Santar                                                                  |                |                    |             |        |
| Associação Filarmónica Mirandesa                                                                            | 1893             | Miranda do Douro                                                        |                |                    |             |        |
| Sociedade Filarmónica Vermoilense                                                                           | 1893             | Vermoil                                                                 |                |                    |             |        |
| Sociedade Recreativa Musical 1º de Agosto Santa Iriense                                                     | 1893             | Santa Iria de Azoia                                                     |                |                    |             |        |
| Filarmónica da Imaculada Conceição                                                                          | 1893             | Lomba da Fazenda                                                        |                |                    |             |        |
| Academia Musical 1º de Junho de 1893                                                                        | 1893-06-01       | Lumiar                                                                  |                |                    |             |        |
| Sociedade Filarmónica Oleirense                                                                             | 1894             | Oleiros-Amieira                                                         |                |                    |             |        |
| Sociedade Musical, Recreativa Instrutiva e Beneficente Santanense                                           | 1894             | Santana                                                                 |                |                    |             |        |
| Sociedade Musical de Pevidém                                                                                | 1894             | Selho (São Jorge)                                                       |                |                    |             |        |
| Sociedade Musical Sagrado Coração de Jesus                                                                  | 1894             | Faial da Terra                                                          |                |                    |             |        |
| Banda Filarmónica do Faial                                                                                  | 1895             | Faial                                                                   |                |                    |             |        |
| Sociedade Filarmónica Incrível Aldeiagrandense                                                              | 1895             | Maxial e Monte Redondo                                                  |                |                    |             |        |
| Sociedade Estímulo                                                                                          | 1895             | Calheta                                                                 |                |                    |             |        |
| Academia Almadense                                                                                          | 1895-03-27       | Almada                                                                  |                |                    |             |        |
| Filarmónica 15 de Agosto Alfarelense                                                                        | 1896             | Alfarelos                                                               |                |                    |             |        |
| Associação Musical e Recreativa Castanheirense                                                              | 1896             | Castanheira do Vouga                                                    |                |                    |             |        |
| Filarmónica de Chãs                                                                                         | 1896             | Regueira de Pontes                                                      |                |                    |             |        |
| Banda de Música de Belinho                                                                                  | 1896             | Belinho e Mar                                                           |                |                    |             |        |
| Banda Municipal de Machico                                                                                  | 1896             | Machico                                                                 |                |                    |             |        |
| Sociedade Recreativa e Musical de Vila Franca do Rosário                                                    | 1896             | Vila Franca do Rosário                                                  |                |                    |             |        |
| Filarmónica Lira do Sul                                                                                     | 1896             | Ponta Garça                                                             |                |                    |             |        |
| Sociedade de Instrução Coruchense                                                                           | 1896             | Coruche, Fajarda e Erra                                                 |                |                    |             |        |
| Sociedade Filarmónica Euterpe Meiaviense                                                                    | 1896             | Meia Via                                                                |                |                    |             |        |
| Sociedade Filarmónica Payalvense "Manoel de Mattos”                                                         | 1896             | Paialvo                                                                 |                |                    |             |        |
| Sociedade Recreio Musical Azinhaguense 1º de Dezembro                                                       | 1896             | Azinhaga                                                                |                |                    |             |        |
| Sociedade Filarmónica União Agrícola                                                                        | 1896             | Pinhal Novo                                                             |                |                    |             |        |
| Filarmónica de Mortágua                                                                                     | 1896             | Mortágua                                                                |                |                    |             |        |
| Sociedade Filarmónica Lousanense                                                                            | 1897             | Lousã                                                                   |                |                    |             |        |
| Banda da Associação Humanitária dos Bombeiros Voluntários de Loures                                         | 1897             | Loures                                                                  |                |                    |             |        |
| Sociedade Filarmónica Lira Madalense                                                                        | 1897             | Madalena                                                                |                |                    |             |        |
| Sociedade Filarmónica União Faialense                                                                       | 1897             | Angústias                                                               |                |                    |             |        |
| Banda Filarmónica Juvenil do Lar Escola de Santo António                                                    | 1897             | Viseu                                                                   |                |                    |             |        |
| Banda Musical Flor da Mocidade Junqueirense                                                                 | 1898             | Junqueira                                                               |                |                    |             |        |
| Associação Cultural, Desportiva e Recreativa de Carviçais                                                   | 1898             | Carviçais                                                               |                |                    |             |        |
| Sociedade Filarmónica de Vieira do Minho                                                                    | 1898             | Vieira do Minho                                                         |                |                    |             |        |
| Sociedade Filarmónica Alcanedense                                                                           | 1898             | Alcanede                                                                |                |                    |             |        |
| Academia Musical União e Trabalho                                                                           | 1898             | Sarilhos Grandes                                                        |                |                    |             |        |
| Sociedade Filarmónica Operária Amorense                                                                     | 1898             | Amora                                                                   |                |                    |             |        |
| Sociedade Imparcial 15 de Janeiro de 1898                                                                   | 1898             |                                                                         |                |                    |             |        |
| Sociedade Musical União, Recreio e Sport Sineeense                                                          | 1898             | Sines                                                                   |                |                    |             |        |
| Banda de Música de Loureiro                                                                                 | 1899             | Loureiro                                                                |                |                    |             |        |
| Filarmónica Recreativa Cortense                                                                             | 1899             | Cortes do Meio                                                          |                |                    |             |        |
| Sociedade Filarmónica Barranquense                                                                          | 1899             | Barrancos                                                               |                |                    |             |        |
| Sociedade Artística Musical 20 de Julho de Santa Margarida do Arrabal                                       | 1899             | Arrabal                                                                 |                |                    |             |        |
| Sociedade Musical União Paredense                                                                           | 1899             | Parede                                                                  |                |                    |             |        |
| Sociedade Recreativa Musical Trafariense                                                                    | 1900             | Trafaria                                                                |                |                    |             |        |
| Banda de Música dos Bombeiros Voluntários de Ílhavo                                                         | 1900             | Ílhavo                                                                  |                |                    |             |        |
| Sociedade Filarmónica Instrução e Recreio Nova Aliança                                                      | 1900             | Velas                                                                   |                |                    |             |        |
| Sociedade Filarmónica Lealdade União Ribeirense                                                             | 1900             | Ribeira Branca                                                          |                |                    |             |        |
| Banda Musical de São Pedro da Cova                                                                          | 1900             | São Pedro da Cova                                                       |                |                    |             |        |
| Centro Cultural Azambujense                                                                                 | 1901             | Azambuja                                                                |                |                    |             |        |
| Sociedade Recreativa Musical de Carcavelos                                                                  | 1901             | Carcavelos                                                              |                |                    |             |        |
| Filarmónica Minerva dos Ginetes                                                                             | 1901             | Ginetes                                                                 |                |                    |             |        |
| Sociedade Artística Tramagalense                                                                            | 1901             | Tramagal                                                                |                |                    |             |        |
| Sociedade Filarmónica de Tibaldinho                                                                         | 1901             | Alcafache                                                               |                |                    |             |        |
| Sociedade Filarmónica de Santa Cruz de Alvarenga                                                            | 1902             | Alvarenga                                                               |                |                    |             |        |
| Banda Musical 1º de Maio da Associação de Socorros Mútuos dos Artistas Mirandelenses                        | 1902             | Mirandela                                                               |                |                    |             |        |
| Associação Desportiva Recreativa e Cultural Filarmónica Varzeense (FILVAR)                                  | 1902             | Vila Nova do Ceira                                                      |                |                    |             |        |
| Sociedade Filarmónica União 1º de Dezembro de 1902                                                          | 1902             | Atouguia da Baleia                                                      |                |                    |             |        |
| Sociedade Filarmónica de Muge                                                                               | 1902             | Muge                                                                    |                |                    |             |        |
| Sociedade Filarmónica Tondelense                                                                            | 1902             | Tondela                                                                 |                |                    |             |        |
| Sociedade Filarmónica Educação e Beneficência Fratelense                                                    | 1903             | Fratel                                                                  |                |                    |             |        |
| Sociedade Musical de Santa Cecília                                                                          | 1903             | Aveiro                                                                  |                |                    |             |        |
| Banda do Cercal                                                                                             | 1903             | Gesteira e Brunhós                                                      |                |                    |             |        |
| Sociedade Filarmónica Ansianense de Santa Cecília                                                           | 1903             | Ansião                                                                  |                |                    |             |        |
| Círculo Católico de Operários de Barcelos                                                                   | 1903             | Barcelos, Vila Boa e Vila Frescainha (São Martinho e São Pedro)         |                |                    |             |        |
| Associação Filarmónica de Vilar Seco                                                                        | 1903             | Vilar Seco                                                              |                |                    |             |        |
| Sociedade Filarmónica Lealdade Pinheirense                                                                  | 1903             | Pinheiro de Ázere                                                       |                |                    |             |        |
| Sociedade Filarmónica União Católica da Serra da Ribeirinha                                                 | 1904             | Ribeirinha                                                              |                |                    |             |        |
| Filarmónica Recreativa Estrela de Unhais da Serra                                                           | 1904             | Unhais da Serra                                                         |                |                    |             |        |
| Associação Cultural Recreativa de Pinela                                                                    | 1904             | Pinela                                                                  |                |                    |             |        |
| Banda Filarmónica do Grupo União e Recreio Azarujense                                                       | 1904             | São Bento do Mato                                                       |                |                    |             |        |
| Banda de Música dos Bombeiros Voluntários da Póvoa de Lanhoso                                               | 1904             | Póvoa de Lanhoso                                                        |                |                    |             |        |
| Sociedade Filarmónica Incrível Pontevelense                                                                 | 1904             | Pontével                                                                |                |                    |             |        |
| Sociedade Musical Alvarense                                                                                 | 1905             | Casal de Álvaro                                                         |                |                    |             |        |
| Filarmónica do Espirito Santo da Casa do Povo de São Bartolomeu                                             | 1905             | São Bartolomeu de Regatos                                               |                |                    |             |        |
| Banda Filarmónica de Vinhais                                                                                | 1906             | Vinhais                                                                 |                |                    |             |        |
| Sociedade Recreativa e Musical Loriguense                                                                   | 1906             | Loriga                                                                  |                |                    |             |        |
| Sociedade Filarmónica Vestiarense "Monsenhor José Cacella"                                                  | 1906             | Vestiaria                                                               |                |                    |             |        |
| Sociedade Instrução Musical, Cultura e Recreio de A-dos-Francos                                             | 1906             | A-dos-Francos                                                           |                |                    |             |        |
| Banda Municipal Alterense                                                                                   | 1906             | Alter do Chão                                                           |                |                    |             |        |
| Fanfarra Operária Gago Coutinho e Sacadura Cabral                                                           | 1906             | Angra do Heroísmo                                                       |                |                    |             |        |
| Banda Musical e Cultural de Rio de Moinhos                                                                  | 1907             | Rio de Moinhos                                                          |                |                    |             |        |
| Grupo Musical Fraternidade Pampilhosense                                                                    | 1907             | Pampilhosa da Serra                                                     |                |                    |             |        |
| Banda Filarmónica da Casa do Povo de Nossa Senhora de Machede                                               | 1907             | Nossa Senhora de Machede                                                |                |                    |             |        |
| Sociedade Filarmónica União Montoitense                                                                     | 1907             | Montoito                                                                |                |                    |             |        |
| Banda União Progressista                                                                                    | 1907             | Vila Franca do Campo                                                    |                |                    |             |        |
| Sociedade Filarmónica Recreio dos Pastores                                                                  | 1907             | São João                                                                |                |                    |             |        |
| Filarmónica Recreativa Carvalhense                                                                          | 1908             | Cantar-Galo e Vila do Carvalho                                          |                |                    |             |        |
| A União de Aldeia de João Pires Sociedade Recreativa e Musical                                              | 1908             | Aldeia de João Pires                                                    |                |                    |             |        |
| Banda Torroselense Estrela de Alva                                                                          | 1908             | Torrozelo e Folhadosa                                                   |                |                    |             |        |
| Banda Musical de Fornos - Centro de Cultura e Desporto                                                      | 1909             | Fornos                                                                  |                |                    |             |        |
| Serrana - Associação Desportiva Cultural e Recreativa de Serra D´El Rei                                     | 1909             | Serra d'El-Rei                                                          |                |                    |             |        |
| Sociedade Filarmónica União Pinheirense - SFUP                                                              | 1909             | Loures                                                                  |                |                    |             |        |
| Associação Filarmónica União Lapense                                                                        | 1909             | Lapa                                                                    |                |                    |             |        |
| Sociedade Filarmónica Vicentina                                                                             | 1910             | São Vicente da Beira                                                    |                |                    |             |        |
| Banda Recreio Camponês                                                                                      | 1910             | Câmara de Lobos                                                         |                |                    |             |        |
| Filarmónica Lira Nossa Senhora Oliveira                                                                     | 1910             | Fajã de Cima                                                            |                |                    |             |        |
| Sociedade Filarmónica Liberdade Cais do Pico                                                                | 1910             | São Roque do Pico                                                       |                |                    |             |        |
| Sociedade Filarmónica União Musical Nossa Senhora da Saúde                                                  | 1910             | Arrifes                                                                 |                |                    |             |        |
| Associação Banda 25 de Março                                                                                | 1911             | Lamas                                                                   |                |                    |             |        |
| Associação Filarmónica de Arganil                                                                           | 1911             | Arganil                                                                 |                |                    |             |        |
| Sociedade Musical Gouveense "Pedro Amaral Botto Machado"                                                    | 1911             | Gouveia                                                                 |                |                    |             |        |
| Sociedade Filarmónica Instrução e Recreio Familiar de Lameiras                                              | 1912             | Lameiras (Terrugem)                                                     |                |                    |             |        |
| Sociedade Filarmónica Marcial Troféu                                                                        | 1912             | Povoação                                                                |                |                    |             |        |
| Sociedade Filarmónica Euterpe                                                                               | 1912             | Castelo Branco                                                          |                |                    |             |        |
| Sociedade Musical Fraternidade Operária Grandolense                                                         | 1912             | Grândola e Santa Margarida da Serra                                     |                |                    |             |        |
| Associação de Cultura e Recreio da Banda Marcial do Vale – Santa Maria da Feira                             | 1913             | Vale                                                                    |                |                    |             |        |
| Associação Filarmónica Rebordelense                                                                         | 1913             | Rebordelo                                                               |                |                    |             |        |
| Sociedade Filarmónica Turquelense                                                                           | 1913             | Turquel                                                                 |                |                    |             |        |
| Filarmónica Recreio dos Artistas                                                                            | 1913             | Santa Cruz da Graciosa                                                  |                |                    |             |        |
| Sociedade Artística Banda de Vale de Cambra                                                                 | 1914             | Vale de Cambra                                                          |                |                    |             |        |
| Associação Musical de Pocariça                                                                              | 1914             | Pocariça                                                                |                |                    |             |        |
| Sociedade de Instrução Musical de Porto Salvo                                                               | 1914             | Porto Salvo                                                             |                |                    |             |        |
| Associação Filarmónica 1º Dezembro Cultural Artística Vilarense Reis Prazeres                               | 1914             | Nossa Senhora das Misericórdias                                         |                |                    |             |        |
| Sociedade Musical Sesimbrense                                                                               | 1914             | Santiago                                                                |                |                    |             |        |
| Banda Filarmónica de Famalicão da Serra                                                                     | 1915             | Famalicão                                                               |                |                    |             |        |
| Sociedade Filarmónica Avelarense                                                                            | 1915             | Avelar                                                                  |                |                    |             |        |
| Sociedade Filarmónica União Musical e Cultural Doutor Armas Silveira                                        | 1915             | Santa Cruz das Flores                                                   |                |                    |             |        |
| Sociedade Instrução Musical Rossiense                                                                       | 1915             | Rossio ao Sul do Tejo                                                   |                |                    |             |        |
| Sociedade Musical Mindense                                                                                  | 1915             | Minde                                                                   |                |                    |             |        |
| Associação Beneficente, Cultura e Recreio da Mamarrosa                                                      | 1916             | Mamarrosa                                                               |                |                    |             |        |
| Banda Musical de S. Tiago de Lobão                                                                          | 1916             | Lobão                                                                   |                |                    |             |        |
| Sociedade Filarmónica Capricho Bejense                                                                      | 1916             | Beja                                                                    |                |                    |             |        |
| Sociedade Filarmónica Lira Corvense                                                                         | 1916             | Município do Corvo                                                      |                |                    |             |        |
| Sociedade Musical 1º de Agosto                                                                              | 1916             | Vila Nova de Gaia                                                       |                |                    |             |        |
| Sociedade Filarmónica União e Progresso Madalense                                                           | 1917             | Madalena                                                                |                |                    |             |        |
| Banda de Música de Sanguinhedo                                                                              | 1917             | Mouçós e Lamares                                                        |                |                    |             |        |
| Sociedade Filarmónica Flor do Alva                                                                          | 1918             | Vila Cova de Alva                                                       |                |                    |             |        |
| Associação Filarmónica da Boa Educação de Vila Cova de Tavares                                              | 1918             | Várzea de Tavares                                                       |                |                    |             |        |
| Associação Filarmónica Lyra Barcoucence 10 de Agosto                                                        | 1919             | Barcouço                                                                |                |                    |             |        |
| Sociedade Filarmónica Recreativa de Pêro Pinheiro                                                           | 1919             | Pêro Pinheiro                                                           |                |                    |             |        |
| Sociedade Musical Sportiva Alvidense                                                                        | 1919             | Alcabideche                                                             |                |                    |             |        |
| Sociedade Filarmónica Progresso e Labor Samouquense                                                         | 1919             | Samouco                                                                 |                |                    |             |        |
| Sociedade Musical União e Trabalho                                                                          | 1920             | Lapas                                                                   |                |                    |             |        |
| Associação Banda Musical de Rio Mau                                                                         | 1920             | Rio Mau                                                                 |                |                    |             |        |
| Filarmónica Pampilhosense                                                                                   | 1920             | Pampilhosa                                                              |                |                    |             |        |
| Banda do Círculo Artístico Musical Safarense                                                                | 1920             | Safara                                                                  |                |                    |             |        |
| Filarmónica Boa Vontade Lorvanense                                                                          | 1920             | Lorvão                                                                  |                |                    |             |        |
| Associação Filarmónica Bidoeirense                                                                          | 1920             | Bidoeira de Cima                                                        |                |                    |             |        |
| Banda de Alcobaça                                                                                           | 1920             | Alcobaça                                                                |                |                    |             |        |
| Sociedade Filarmónica Lira Do Rosário                                                                       | 1920             | Lagoa                                                                   |                |                    |             |        |
| Sociedade Filarmónica Ereirense                                                                             | 1920             | Ereira                                                                  |                |                    |             |        |
| Sociedade Cultural e Recreativa de Vale da Pinta                                                            | 1920             | Cartaxo e Vale da Pinta                                                 |                |                    |             |        |
| Banda Musical Casa Povo Santa Marinha do Zêzere                                                             | 1920             | Santa Marinha do Zêzere                                                 |                |                    |             |        |
| Associação Filarmónica Retaxense                                                                            | 1921             | Retaxo                                                                  |                |                    |             |        |
| Sociedade Filarmónica Silvarense                                                                            | 1921             | Silvares                                                                |                |                    |             |        |
| Associação Cultural e Recreativa Banda Nova de Fermentelos                                                  | 1921             | Fermentelos                                                             |                |                    |             |        |
| Sociedade Filarmónica União Mourense                                                                        | 1921             | Moura                                                                   |                |                    |             |        |
| Sociedade Filarmónica Lira e Progresso Feteirense                                                           | 1921             | Feteira                                                                 |                |                    |             |        |
| Banda Filarmónica da Casa do Povo da Vila da Marmeleira                                                     | 1921             | Marmeleira                                                              |                |                    |             |        |
| Sociedade Filarmónica de Crestuma                                                                           | 1921             | Crestuma                                                                |                |                    |             |        |
| Filarmónica Recreativa Eradense                                                                             | 1922             | Erada                                                                   |                |                    |             |        |
| S.I.R - Sociedade de Instrução e Recreio de Paços da Serra                                                  | 1922             | Paços da Serra                                                          |                |                    |             |        |
| Sociedade Filarmónica Espírito Santo da Agualva                                                             | 1922             | Agualva                                                                 |                |                    |             |        |
| Sociedade Filarmónica Alvaiazerense de Santa Cecília                                                        | 1923             | Alvaiázere                                                              |                |                    |             |        |
| Sociedade Filarmónica Os Aliados                                                                            | 1923             | Sintra                                                                  |                |                    |             |        |
| Sociedade Lírica Moitense                                                                                   | 1923             | Moita dos Ferreiros                                                     |                |                    |             |        |
| Banda Recreio Espirituense                                                                                  | 1923             | Santo Espírito                                                          |                |                    |             |        |
| Lusitânia Club Recreio Velense – Filarmónica Liberdade                                                      | 1923             | Velas                                                                   |                |                    |             |        |
| Associação Cultural e Recreativa Tuna Musical de Anta                                                       | 1924             | Anta                                                                    |                |                    |             |        |
| Sociedade Musical União Vimieirense                                                                         | 1924             | Vimieiro                                                                |                |                    |             |        |
| Sociedade Filarmónica 1º de Abril Vimieirense                                                               | 1924             | Vimieiro                                                                |                |                    |             |        |
| Sociedade Filarmónica Popular - Banda Musical Castromarinense                                               | 1924             | Castro Marim                                                            |                |                    |             |        |
| Sociedade Cultural Desportiva e Recreativa Filarmónica Ilhense                                              | 1924             | Ilha                                                                    |                |                    |             |        |
| Sociedade Filarmónica Recreio Musical Ribeirinhense                                                         | 1924             | Ribeirinha                                                              |                |                    |             |        |
| Banda Musical de Melres                                                                                     | 1924             | Melres                                                                  |                |                    |             |        |
| Banda Visconde de Salreu                                                                                    | 1925             | Salreu                                                                  |                |                    |             |        |
| Sociedade Recreativa e Musical 12 de Abril                                                                  | 1925             | Travassô                                                                |                |                    |             |        |
| Sociedade Filarmónica Recreativa de Ferreira do Alentejo                                                    | 1925             | Ferreira do Alentejo                                                    |                |                    |             |        |
| Sociedade da Banda Musical de Tavira                                                                        | 1925             | Tavira (Santa Maria e Santiago)                                         |                |                    |             |        |
| Sociedade Filarmónica e Recreativa Gaeirense                                                                | 1925             | Gaeiras                                                                 |                |                    |             |        |
| Sociedade União Urzelinense                                                                                 | 1925             | Urzelina                                                                |                |                    |             |        |
| Banda de Música da Associação dos Bombeiros Voluntários de Vila Nova da Barquinha                           | 1925             | Freguesia de Vila Nova da Barquinha                                     |                |                    |             |        |
| Banda Municipal Flaviense “Os Pardais”                                                                      | 1925             | Santa Maria Maior                                                       |                |                    |             |        |
| Associação Recreativa Eixense                                                                               | 1926             | Eixo                                                                    |                |                    |             |        |
| Centro Recreativo Amadores de Música Os Leões                                                               | 1926             | Moura                                                                   |                |                    |             |        |
| Banda Municipal de Santana                                                                                  | 1926             | Santana                                                                 |                |                    |             |        |
| Banda Filarmónica do Couto de Dornelas                                                                      | 1926             | Dornelas                                                                |                |                    |             |        |
| Academia Recreativa e Musical de Sacavém                                                                    | 1927             | Sacavém e Prior Velho                                                   |                |                    |             |        |
| Sociedade Musical Recreativa de Alqueidão                                                                   | 1927             | Alqueidão                                                               |                |                    |             |        |
| Sociedade Filarmónica Monfortense                                                                           | 1927             | Monforte                                                                |                |                    |             |        |
| Filarmónica Lira Campesina Cedrense                                                                         | 1927             | Cedros                                                                  |                |                    |             |        |
| Sociedade Recreativa e Filarmónica 1º de Janeiro                                                            | 1928             | Castro Verde                                                            |                |                    |             |        |
| Sociedade Recreativa e Musical de Póvoa e Meadas                                                            | 1928             | Nossa Senhora da Graça de Póvoa e Meadas                                |                |                    |             |        |
| Sociedade Musical, Cultura e Recreio de Paços de Vilharigues                                                | 1928             | Paços de Vilharigues                                                    |                |                    |             |        |
| Banda de Música dos Empregados da Companhia Carris de Ferro de Lisboa                                       | 1929             | Linda-a-Velha                                                           |                |                    |             |        |
| Banda Musical de S. Martinho do Campo                                                                       | 1929             | Campo                                                                   |                |                    |             |        |
| Banda Filarmónica da Casa do Povo de Penacova                                                               | 1930             | Penacova                                                                |                |                    |             |        |
| Banda Filarmónica da Casa do Povo de Cabrela                                                                | 1930             | Cabrela                                                                 |                |                    |             |        |
| Sociedade Filarmónica Alpalhoense                                                                           | 1930             | Alpalhão                                                                |                |                    |             |        |
| Sociedade Filarmónica Galveense                                                                             | 1930             | Galveias                                                                |                |                    |             |        |
| Grupo de Solidariedade Musical e Desportiva de Talaíde                                                      | 1930             | Talaíde                                                                 |                |                    |             |        |
| Academia de Música Banda de Ourém (AMBO)                                                                    | 1930             | Nossa Senhora da Piedade                                                |                |                    |             |        |
| Associação Desenvolvimento Sócio-Cultural Desportivo "Vitória-Unidos" (AVUCA)                               | 1930             | Carregueira                                                             |                |                    |             |        |
| Sociedade Filarmónica de Instrução e Recreio Carregueirense Vitória                                         | 1930             | Carregueira                                                             |                |                    |             |        |
| Associação Filarmónica Cultural, Recreativa e Desportiva de Tarouquela                                      | 1930             | Tarouquela                                                              |                |                    |             |        |
| Grupo Recreativo Mirandense                                                                                 | 1931             | Miranda do Corvo                                                        |                |                    |             |        |
| Associação Musical União Filarmónica Maiorquense - U.F.M.                                                   | 1931             | Maiorca                                                                 |                |                    |             |        |
| Sociedade Filarmónica Lacobrigense 1º de Maio                                                               | 1931             | São Gonçalo de Lagos                                                    |                |                    |             |        |
| Sociedade Filarmónica de Alvorninha                                                                         | 1931             | Alvorninha                                                              |                |                    |             |        |
| Sociedade Filarmónica Recreio Nortense                                                                      | 1931             | Norte Grande                                                            |                |                    |             |        |
| Sociedade Filarmónica Recreio Terreirense                                                                   | 1931             | Manadas                                                                 |                |                    |             |        |
| Sociedade Recreio Lajense                                                                                   | 1931             | Lajes                                                                   |                |                    |             |        |
| Banda Marcial de Almeirim                                                                                   | 1931             | Almeirim                                                                |                |                    |             |        |
| Sociedade Filarmónica Alpiarcence 1º. de Dezembro                                                           | 1931             | Alpiarça                                                                |                |                    |             |        |
| Sociedade Filarmónica União Musical Amarelejense                                                            | 1932             | Amareleja                                                               |                |                    |             |        |
| Sociedade Filarmónica Goleganense 1º de Janeiro                                                             | 1932             | Golegã                                                                  |                |                    |             |        |
| Banda de Música de Oliveira de Frades                                                                       | 1932             | Oliveira de Frades                                                      |                |                    |             |        |
| Clube de Instrução e Recreio Musical de Eira Queimada                                                       | 1932             | Gouviães                                                                |                |                    |             |        |
| Associação Cultural do Couto Mineiro do Pejão                                                               | 1933             | Pedorido                                                                |                |                    |             |        |
| Banda União Musical Paramense                                                                               | 1933             | Paramos                                                                 |                |                    |             |        |
| Associação Filarmónica Barrilense                                                                           | 1933             | Barril de Alva                                                          |                |                    |             |        |
| Sociedade Filarmónica Silvense                                                                              | 1933             | Silves                                                                  |                |                    |             |        |
| Associação Recreativa de Nossa Senhora de Fátima do Arco de São Jorge                                       | 1933             | Arco de São Jorge                                                       |                |                    |             |        |
| Banda Nova de Barroselas                                                                                    | 1934             | Barroselas                                                              |                |                    |             |        |
| Banda Municipal Mouranense                                                                                  | 1934             | Mourão                                                                  |                |                    |             |        |
| Sociedade Filarmónica Municipal Redondense                                                                  | 1934             | Redondo                                                                 |                |                    |             |        |
| Sociedade Filarmónica Recreio União Praínhense                                                              | 1934             | Prainha                                                                 |                |                    |             |        |
| Sociedade de Recreio União e Progresso Mouronhense                                                          | 1935             | Mouronho                                                                |                |                    |             |        |
| Filarmónica Municipal Portelense                                                                            | 1935             | Portel                                                                  |                |                    |             |        |
| Sociedade Filarmónica União Rosalense                                                                       | 1935             | Rosais                                                                  |                |                    |             |        |
| Associação de Cultura e Recreio Musical 1º de Dezembro                                                      | 1936             | São João Baptista                                                       |                |                    |             |        |
| Sociedade de Educação e Recreativa de Vila Verde                                                            | 1936             | Vila Verde e Barbudo                                                    |                |                    |             |        |
| Associação Musical Lira do Espírito Santo                                                                   | 1936             | Maia                                                                    |                |                    |             |        |
| Grupo Recreativo e Musical – Banda Famalicão                                                                | 1937             | Vila Nova de Famalicão e Calendário                                     |                |                    |             |        |
| Sociedade Filarmónica de Louriçal do Campo                                                                  | 1938             | Louriçal do Campo                                                       |                |                    |             |        |
| Banda de Soure                                                                                              | 1938             | Soure                                                                   |                |                    |             |        |
| Sociedade de Instrução e Recreio de Janes e Malveira                                                        | 1938             | Janes Malveira da Serra                                                 |                |                    |             |        |
| Filarmónica União Popular Luzense                                                                           | 1938             | Luz                                                                     |                |                    |             |        |
| Banda Filarmónica Alveguense                                                                                | 1938             | Alvega                                                                  |                |                    |             |        |
| Associação Educativa e Recreativa de Góis                                                                   | 1939             | Góis                                                                    |                |                    |             |        |
| Associação Recreativa e Musical "Amigos da Branca"                                                          | 1940             | Branca                                                                  |                |                    |             |        |
| Banda Musical São Vicente de Alfena                                                                         | 1940             | Alfena                                                                  |                |                    |             |        |
| Sociedade Familiar Recreativa de Malveira da Serra                                                          | 1941             | Malveira da Serra                                                       |                |                    |             |        |
| Banda Musical de Paço de Sousa                                                                              | 1941             | Paço de Sousa                                                           |                |                    |             |        |
| Sociedade Filarmónica Sanjorgense                                                                           | 1942             | São Jorge da Beira                                                      |                |                    |             |        |
| Sociedade Musical de Instrução e Recreio Aljustrelense                                                      | 1942             | Aljustrel                                                               |                |                    |             |        |
| Sociedade Filarmónica União Assaforense                                                                     | 1942             | São João das Lampas e Terrugem                                          |                |                    |             |        |
| Banda de Música da Casa do Povo de Ferreiros                                                                | 1943             | Ferreiros de Tendais                                                    |                |                    |             |        |
| Associação Recreativa Musical Covilhanense                                                                  | 1944             | Covilhã e Canhoso                                                       |                |                    |             |        |
| Grupo Musical Gesteirense                                                                                   | 1944             | Gesteira                                                                |                |                    |             |        |
| Sociedade Musical e Recreativa do Xartinho                                                                  | 1944             | Alcanede                                                                |                |                    |             |        |
| Banda Filarmónica da Associação Humanitária de Bombeiros Voluntários de Vimioso                             | 1945             | Vimioso                                                                 |                |                    |             |        |
| Sociedade Filarmónica São Cristóvão da Caranguejeira                                                        | 1945             | Caranguejeira                                                           |                |                    |             |        |
| Sociedade Filarmónica do Espinhal                                                                           | 1946             | Espinhal                                                                |                |                    |             |        |
| Sociedade Filarmónica do Senhor dos Aflitos de Soutocico                                                    | 1946             | Arrabal                                                                 |                |                    |             |        |
| Sociedade Filarmónica Recreio Santamarense                                                                  | 1946             | Santo Amaro                                                             |                |                    |             |        |
| Banda Comércio e Indústria das Caldas da Rainha                                                             | 1947             | Caldas da Rainha - Santo Onofre e Serra do Bouro                        |                |                    |             |        |
| Sociedade Progresso Lajense                                                                                 | 1947             | Lajes                                                                   |                |                    |             |        |
| Associação da Banda Musical da Póvoa de Varzim                                                              | 1947             | Póvoa de Varzim                                                         |                |                    |             |        |
| Banda Recreativa União Pinheirense                                                                          | 1948             | São João de Loure                                                       |                |                    |             |        |
| Banda Lira das Sete Cidades                                                                                 | 1948             | Sete Cidades                                                            |                |                    |             |        |
| Banda de Música de Anadia                                                                                   | 1949             | Anadia                                                                  |                |                    |             |        |
| União Filarmónica de A-da-Gorda                                                                             | 1949             | A-da-Gorda                                                              |                |                    |             |        |
| Sociedade Musical de Santo António                                                                          | 1949             | Carvalhal Redondo                                                       |                |                    |             |        |
| Academia Musical Arazedense                                                                                 | 1950             | Arazede                                                                 |                |                    |             |        |
| Banda de Música da Trofa                                                                                    | 1951             | Trofa                                                                   |                |                    |             |        |
| Banda Academia de Santa Cecília de São Romão                                                                | 1951             | São Romão                                                               |                |                    |             |        |
| Sociedade Filarmónica de Educação Recreio e Beneficência União Ribeirense                                   | 1952             | Ribeiras                                                                |                |                    |             |        |
| Filarmónica União Operária Musical de Nossa Senhora dos Remédios                                            | 1953             | Fajãzinha                                                               |                |                    |             |        |
| Sociedade Filarmónica Ouriense                                                                              | 1953             | Nossa Senhora das Misericórdias                                         |                |                    |             |        |
| Clube Recreativo da Cruz de Pau                                                                             | 1954             | Cruz de Pau                                                             |                |                    |             |        |
| Banda 14 de Janeiro                                                                                         | 1955             | Elvas                                                                   |                |                    |             |        |
| Sociedade Filarmónica Recreio Topense                                                                       | 1955             | Topo (Nossa Senhora do Rosário)                                         |                |                    |             |        |
| Sociedade Filarmónica Comércio e Indústria da Amadora                                                       | 1959             | Mina de Água                                                            |                |                    |             |        |
| Banda Musical de São Tiago de Silvalde                                                                      | 1960             | Silvalde                                                                |                |                    |             |        |
| Banda Filarmónica 1º de Dezembro de Moncarapacho                                                            | 1962             | Moncarapacho e Fuseta                                                   |                |                    |             |        |
| Orquestra Gulbenkian                                                                                        | 1962             | Avenidas Novas                                                          |                |                    |             |        |
| Banda Marcial de Arnoso                                                                                     | 1963             | Santa Maria de Arnoso                                                   |                |                    |             |        |
| Associação de Desportos e Recreio "O Paraíso"                                                               | 1963             | Azambuja                                                                |                |                    |             |        |
| Filarmónica União Progresso de Guadalupe                                                                    | 1963             | Guadalupe                                                               |                |                    |             |        |
| Sociedade Filarmónica Felgarense                                                                            | 1964             | Felgar                                                                  |                |                    |             |        |
| Sociedade Recreativa União Castelejense                                                                     | 1965             | Castelejo                                                               |                |                    |             |        |
| Filarmónica da Casa do Povo de São Pedro de Alva                                                            | 1965             | São Pedro de Alva                                                       |                |                    |             |        |
| Sociedade Filarmónica União Arraiolense                                                                     | 1965             | Arraiolos                                                               |                |                    |             |        |
| Grupo Filarmónico de Nossa Senhora das Mercês da Casa do Povo de Feteira                                    | 1966             | Feteira                                                                 |                |                    |             |        |
| Sociedade Recreativa Biscoitense                                                                            | 1967             | Biscoitos                                                               |                |                    |             |        |
| Sociedade Filarmónica de Serpa                                                                              | 1970             | Serpa                                                                   |                |                    |             |        |
| Banda Musical de Santa Tecla                                                                                | 1970             | Veade, Gagos e Molares                                                  |                |                    |             |        |
| União Recreativa de Cultura e Desporto de Coina                                                             | 1971             | Coina                                                                   |                |                    |             |        |
| União Recreativa Musical Pomarense                                                                          | 1972             | Pomares                                                                 |                |                    |             |        |
| Sociedade de Recreio e Cultura dos Povos de Galizes e Vendas de Galizes                                     | 1972             | Nogueira do Cravo Galizes                                               |                |                    |             |        |
| Banda Municipal do Barreiro                                                                                 | 1972             | Barreiro e Lavradio                                                     |                |                    |             |        |
| Banda Paroquial de São Lourenço da Camacha                                                                  | 1973             | Camacha                                                                 |                |                    |             |        |
| Escola de Música da Quinta do Picado                                                                        | 1974             | Aveiro                                                                  |                |                    |             |        |
| Sociedade Filarmónica de Santo Estêvão                                                                      | 1974             | Santo Estêvão                                                           |                |                    |             |        |
| Zé Pedro Associação Musical                                                                                 | 1975             | Viana do Castelo (Santa Maria Maior e Monserrate) e Meadela             |                |                    |             |        |
| Banda Municipal de Valpaços                                                                                 | 1975             | Valpaços                                                                |                |                    |             |        |
| Associação Musical e Cultural de São Bernardo                                                               | 1976             | São Bernardo                                                            |                |                    |             |        |
| Banda de Música da Casa do Povo de Campelos                                                                 | 1976             | Campelos e Outeiro da Cabeça                                            |                |                    |             |        |
| Banda Nossa Senhora da Luz                                                                                  | 1976             | Ponta Delgada                                                           |                |                    |             |        |
| Banda Filarmónica de Bragança                                                                               | 1977             | Bragança                                                                |                |                    |             |        |
| Banda Filarmónica da Casa do Povo de Alcantarilha, Pêra e Armação de Pêra                                   | 1977             | Alcantarilha e Pêra                                                     |                |                    |             |        |
| Sociedade Filarmónica de Mira-Sintra                                                                        | 1977             | Mira-Sintra                                                             |                |                    |             |        |
| Banda de Música da Liga dos Amigos de Castelo Novo                                                          | 1977             | Algés                                                                   |                |                    |             |        |
| Banda Musical e Recreativa de Penalva do Castelo                                                            | 1977             | Penalva do Castelo                                                      |                |                    |             |        |
| Banda da Associação dos Bombeiros Voluntários de Alvito                                                     | 1978             | Alvito                                                                  |                |                    |             |        |
| Associação Recreativa e Cultural da Banda de Música de Freixo de Espada à Cinta                             | 1978             | Freixo de Espada à Cinta                                                |                |                    |             |        |
| Associação Filarmónica Vilarinhense                                                                         | 1978             | Vilarinho da Castanheira                                                |                |                    |             |        |
| Associação Musical de S. Pedro da Torre                                                                     | 1978             | Valença                                                                 |                |                    |             |        |
| Banda Filarmónica de Caminha                                                                                | 1978             | Caminha                                                                 |                |                    |             |        |
| Círculo de Cultura Musical Bombarralense                                                                    | 1979             | Bombarral e Vale Covo                                                   |                |                    |             |        |
| Filarmónica da Guia – Associação Artístico-Cultural                                                         | 1980             | Guia, Ilha e Mata Mourisca                                              |                |                    |             |        |
| Sociedade Filarmónica de Instrução e Cultura Musical de Gançaria                                            | 1980             | Gançaria                                                                |                |                    |             |        |
| Banda Filarmónica de Sendim                                                                                 | 1980             | Sendim                                                                  |                |                    |             |        |
| Associação Musical de Pedroso                                                                               | 1980             | Pedroso                                                                 |                |                    |             |        |
| Associação Cultural e Recreativa de Lousa                                                                   | 1981             | Lousa                                                                   |                |                    |             |        |
| Associação Cultural, Recreativa e Desportiva da Gândara                                                     | 1981             | Alhadas                                                                 |                |                    |             |        |
| Associação Filarmónica 24 de Junho                                                                          | 1981             | São Miguel de Machede                                                   |                |                    |             |        |
| Filarmónica do Centro Cultural de Borba                                                                     | 1981             | Borba (Matriz)                                                          |                |                    |             |        |
| Sociedade Filarmónica Corvalense                                                                            | 1981             | Corval                                                                  |                |                    |             |        |
| Orquestra Juvenil Câmara Municipal Ponte de Sôr                                                             | 1981             | Ponte de Sor                                                            |                |                    |             |        |
| Escola de Música da Juventude de Mafra                                                                      | 1981             | Mafra                                                                   |                |                    |             |        |
| Banda Musical e Artística da Charneca                                                                       | 1981             | Charneca                                                                |                |                    |             |        |
| Filarmónica Recreio de São Lázaro                                                                           | 1981             | Norte Pequeno                                                           |                |                    |             |        |
| Banda Musical 81 de Ferreirim                                                                               | 1981             | Ferreirim                                                               |                |                    |             |        |
| Sociedade Filarmónica de Lalim                                                                              | 1981             | Lalim                                                                   |                |                    |             |        |
| Associação Cultural e Recreativa de Carapinheira                                                            | 1982             | Carapinheira                                                            |                |                    |             |        |
| Banda de Música do Centro Cultural do Alandroal                                                             | 1982             | Alandroal                                                               |                |                    |             |        |
| Associação Filarmónica de Faro                                                                              | 1982             | Faro                                                                    |                |                    |             |        |
| Associação Cultural Recreativa e Desportiva do Pico da Pedra                                                | 1982             | Pico da Pedra                                                           |                |                    |             |        |
| Associação Cultural Recreativa de Sernancelhe                                                               | 1982             | Sernancelhe                                                             |                |                    |             |        |
| Associação Filarmónica, Recreativa e Cultural do Brinço                                                     | 1983             | Ala                                                                     |                |                    |             |        |
| Associação Cultural, Recreativa e Desportiva de Seixo de Manhoses                                           | 1983             | Seixo de Manhoses                                                       |                |                    |             |        |
| Associação Recreativa e Musical 1º de Maio do Catujal                                                       | 1983             | Camarate, Unhos e Apelação                                              |                |                    |             |        |
| Filarmónica Lira Nossa Senhora da Estrela                                                                   | 1983             | Candelária                                                              |                |                    |             |        |
| Banda da União Mucifalense                                                                                  | 1984             | Colares                                                                 |                |                    |             |        |
| Associação Social, Recreativa, Cultural e Desportiva de Sobreiro Curvo                                      | 1984             | A-dos-Cunhados e Maceira                                                |                |                    |             |        |
| Sociedade Recreativa Filarmónica União de São Brás                                                          | 1984             | São Brás                                                                |                |                    |             |        |
| Associação Filarmónica e Cultural do Entroncamento                                                          | 1984             | Nossa Senhora de Fátima                                                 |                |                    |             |        |
| Sociedade Filarmónica Instrução, Recreio e Cultura Musical de São Sebastião                                 | 1984             | São Sebastião                                                           |                |                    |             |        |
| Associação Filarmónica, Cultural, Recreativa e Humanitária de Nagoselo do Douro                             | 1984             | Nagoselo do Douro                                                       |                |                    |             |        |
| Associação Musical e Recreativa de Lagares                                                                  | 1984             | Lagares                                                                 |                |                    |             |        |
| Filarmónica Popular de Verdelhos                                                                            | 1985             | Verdelhos                                                               |                |                    |             |        |
| Banda de Música de Izeda                                                                                    | 1985             | Izeda                                                                   |                |                    |             |        |
| Associação Filarmónica Cultural e Recreativa de Santa Bárbara da Fonte do Bastardo                          | 1985             | Fonte do Bastardo                                                       |                |                    |             |        |
| Conservatório de Música de Santarém                                                                         | 1985             | União de Freguesias da cidade de Santarém                               |                |                    |             |        |
| Associação Cultural e Recreativa de Santiago de Piães                                                       | 1985             | Santiago de Piães                                                       |                |                    |             |        |
| Associação Musical, Cultural e Desportiva Malhadense                                                        | 1986             | Malhada Sorda                                                           |                |                    |             |        |
| Banda Filarmónica de Pinhel                                                                                 | 1986             | Pinhel                                                                  |                |                    |             |        |
| Banda Musical da Casa do Povo de Nossa Senhora da Piedade do Porto Santo                                    | 1986             | Porto Santo                                                             |                |                    |             |        |
| Banda Orquestral de Câmara de Lobos “Os Infantes”                                                           | 1986             | Câmara de Lobos                                                         |                |                    |             |        |
| Sociedade Recreativa Filarmónica Nossa Senhora das Vitórias                                                 | 1986             | Santa Bárbara                                                           |                |                    |             |        |
| Associação Filarmónica Montalvense 24 de Janeiro                                                            | 1986             | Montalvo                                                                |                |                    |             |        |
| Associação da Banda de Música de Felgueiras                                                                 | 1986             | Felgueiras                                                              |                |                    |             |        |
| Associação Musical Nossa Senhora do Livramento                                                              | 1987             | Azueira e Sobral da Abelheira                                           |                |                    |             |        |
| Associação Recreativa Filarmónica Nossa Senhora dos Remédios                                                | 1987             | Remédios                                                                |                |                    |             |        |
| Filarmónica de Nossa Senhora do Pilar                                                                       | 1987             | Cinco Ribeiras                                                          |                |                    |             |        |
| Sociedade Recreativa Filarmónica União Artística - SRFUA                                                    | 1987             | Santiago do Cacém                                                       |                |                    |             |        |
| Associação Cultural e Recreativa da Torre de Ervededo                                                       | 1987             | Ervededo                                                                |                |                    |             |        |
| Banda Musical de Carrazedo de Montenegro                                                                    | 1987             | Carrazedo de Montenegro                                                 |                |                    |             |        |
| Associação Recreativa e Musical de Ceira                                                                    | 1988             | Ceira                                                                   |                |                    |             |        |
| Sociedade Filarmónica Portimonense                                                                          | 1988             | Portimão                                                                |                |                    |             |        |
| Associação Musical e Artística Lourinhanense                                                                | 1988             | Lourinhã e Atalaia                                                      |                |                    |             |        |
| Banda de Música dos Bombeiros Voluntários da Póvoa de Santa Iria                                            | 1988             | Póvoa de Santa Iria e Forte da Casa                                     |                |                    |             |        |
| Sociedade Filarmónica Rainha Santa Isabel                                                                   | 1988             | Doze Ribeiras                                                           |                |                    |             |        |
| União Filarmónica do Troviscal                                                                              | 1989             | Troviscal                                                               |                |                    |             |        |
| Banda Filarmónica de Odemira                                                                                | 1989             | Odemira                                                                 |                |                    |             |        |
| Centro de Cultura e Desporto da Banda Juvenil de Gavião                                                     | 1989             | Gavião e Atalaia                                                        |                |                    |             |        |
| Associação Musical dos Amigos da Banda Filarmónica Lira Cercalense                                          | 1989             | Cercal do Alentejo                                                      |                |                    |             |        |
| Orquesta do Clube Cultural e Desportivo de Veiros                                                           | 1990             | Veiros                                                                  |                |                    |             |        |
| Filarmónica de Ervedal da Beira                                                                             | 1990             | Ervedal                                                                 |                |                    |             |        |
| Banda Filarmónica dos Bombeiros Voluntários de Aljezur                                                      | 1990             | Aljezur                                                                 |                |                    |             |        |
| Banda Filarmónica da Casa do Povo de São Vicente                                                            | 1990             | São Vicente                                                             |                |                    |             |        |
| Banda Filarmónica dos Recreios da Venda Seca                                                                | 1990             | Queluz e Belas                                                          |                |                    |             |        |
| Associação Cultural Recreativa e Musical da Banda de Música de Carlão (ACRM-BMC)                            | 1990             | Carlão                                                                  |                |                    |             |        |
| Banda Musical de Vila Verde da Raia                                                                         | 1991             | Vila Verde da Raia                                                      |                |                    |             |        |
| Orquestra Metropolitana de Lisboa                                                                           | 1992             | Alcântara                                                               |                |                    |             |        |
| Associação Filarmónica Adriano Soares                                                                       | 1992             | Torre de Vilela                                                         |                |                    |             |        |
| Banda Musical de Rebordondo                                                                                 | 1992             | Anelhe                                                                  |                |                    |             |        |
| Associação Protectora Amigos do Maçãs (APAM)                                                                | 1993             | Quintanilha                                                             |                |                    |             |        |
| Associação Filarmónica e Cultural do Cadaval                                                                | 1993             | Cadaval                                                                 |                |                    |             |        |
| Associação para o Desenvolvimento Cultural e Social de Marvila                                              | 1993 1994-03-18  | Marvila                                                                 |                |                    |             |        |
| Banda Municipal de Oeiras                                                                                   | 1993             | Oeiras e São Julião da Barra, Paço de Arcos e Caxias                    |                |                    |             |        |
| Banda Juvenil da Câmara Municipal de Nelas                                                                  | 1993             | Nelas                                                                   |                |                    |             |        |
| Banda Filarmónica dos Bombeiros Voluntários de Vidigueira                                                   | 1995             | Vidigueira                                                              |                |                    |             |        |
| Associação Filarmónica Serpinense                                                                           | 1995             | Serpins                                                                 |                |                    |             |        |
| Banda Filarmónica da Casa do Povo de Vendas Novas                                                           | 1995             | Vendas Novas                                                            |                |                    |             |        |
| Banda Filarmónica Cultural e Recreativa de São Caetano                                                      | 1995             | Chãs                                                                    |                |                    |             |        |
| Banda Filarmónica Mourisquense                                                                              | 1995             | Mouriscas                                                               |                |                    |             |        |
| Banda Filarmónica de Brinches                                                                               | 1997             | Brinches                                                                |                |                    |             |        |
| Orquestra Juvenil da Serra da Estrela                                                                       | 1997             | Seia, São Romão e Lapa dos Dinheiros                                    |                |                    |             |        |
| Orquestra Juvenil da Marinha Grande                                                                         | 1997             | Marinha Grande                                                          |                |                    |             |        |
| Filarmónica Padroeiro Santo Estevão de Espinhoso                                                            | 1998             | Candedo                                                                 |                |                    |             |        |
| Associação da Juventude Activa da Castanheira                                                               | 1998             | Castanheira                                                             |                |                    |             |        |
| Associação Cultural da Orquestra de Clarinetes de Almada                                                    | 1998             | Cova da Piedade                                                         |                |                    |             |        |
| Big Band do Municipio da Nazaré                                                                             | 1999             | Nazaré                                                                  |                |                    |             |        |
| Banda de Música da Casa do Povo da Enxara do Bispo                                                          | 1999             | Enxara do Bispo, Gradil e Vila Franca do Rosário                        |                |                    |             |        |
| Casa de Cultura Popular de Outeiro Seco                                                                     | 1999             | Outeiro Seco                                                            |                |                    |             |        |
| União Musical Juventude e Amizade da Sobreira                                                               | 1999             | Oliveira de Frades                                                      |                |                    |             |        |
| Associação Cultural Sons do Lena                                                                            | 2000             | Batalha                                                                 |                |                    |             |        |
| Juventude Musical Ponterrolense - Associação BJMP                                                           | 2000             | Ponte do Rol                                                            |                |                    |             |        |
| Sociedade Filarmónica Lira de São Mateus                                                                    | 2000             | São Mateus                                                              |                |                    |             |        |
| Associação Musical e Juvenil de Tourais                                                                     | 2001             | Tourais e Lajes                                                         |                |                    |             |        |
| Associação Cultural Banda Filarmónica de Riodades                                                           | 2001             | Riodades                                                                |                |                    |             |        |
| Orquestra Clássica do Sul                                                                                   | 2002             | Faro (Sé e São Pedro)                                                   |                |                    |             |        |
| Banda Municipal de Alfandega da Fé                                                                          | 2002             | Alfândega da Fé                                                         |                |                    |             |        |
| Sociedade Artística e Musical da Bajouca                                                                    | 2003             | Bajouca                                                                 |                |                    |             |        |
| Banda Filarmónica do Caniço e Eiras                                                                         | 2003             | Caniço                                                                  |                |                    |             |        |
| Banda Sinfónica Portuguesa                                                                                  | 2005             | Porto                                                                   |                |                    |             |        |
| Banda Filarmónica de São Brás de Alportel                                                                   | 2006             | São Brás de Alportel                                                    |                |                    |             |        |
| Associação Musical de Atalaia                                                                               | 2007             | Lourinhã e Atalaia                                                      |                |                    |             |        |
| Banda Filarmónica de Estorãos                                                                               | 2007             | Estorãos                                                                |                |                    |             |        |
| Associação Cultural e Musical de Salvaterra de Magos                                                        | 2009             | Salvaterra de Magos                                                     |                |                    |             |        |
| Orquestra Filarmónica de Braga                                                                              | 2015             | Braga                                                                   |                |                    |             |        |
| AOCA - Associação Orquestra Clássica de Almodôvar                                                           | 2019             | Almodôvar                                                               |                |                    |             |        |
| Orquestra do Conservatório Nacional de Lisboa                                                               |                  |                                                                         |                |                    |             |        |
| Orquestra Sinfónica da Emissora Nacional (Portugal)                                                         |                  |                                                                         |                |                    |             |        |
| Banda Filarmónica dos Bombeiros Voluntários de Penamacor                                                    |                  | Penamacor                                                               |                |                    |             |        |
| Orquestra Juvenil da Casa do Povo de Águeda                                                                 |                  | Águeda                                                                  |                |                    |             |        |
| Banda dos Bombeiros Voluntários de São João da Madeira                                                      |                  | São João da Madeira                                                     |                |                    |             |        |
| Banda Filarmónica de Aveloso                                                                                |                  | Aveloso                                                                 |                |                    |             |        |
| Orquestra de Sopros do Conservatório - Escola Profissional das Artes da Madeira Engenheiro Luiz Peter Clode |                  | Funchal                                                                 |                |                    |             |        |
| Sociedade Filarmónica de Educação e Beneficência Riomoinhense                                               |                  | Rio de Moinhos                                                          |                |                    |             |        |
| Banda dos Bombeiros Voluntários de Cacilhas                                                                 |                  | Almada, Cova da Piedade, Pragal e Cacilhas                              |                |                    |             |        |
| Associação Cultural Lá-Mi-Ré                                                                                |                  | Monção                                                                  |                |                    |             |        |
| Banda Musical de São Martinho de Mancelos                                                                   |                  | Mancelos                                                                |                |                    |             |        |
| Academia Filarmónica Esperança                                                                              |                  |                                                                         |                |                    |             |        |

∑ 682 items.